# .ch
Pour les articles homonymes, voir CH.

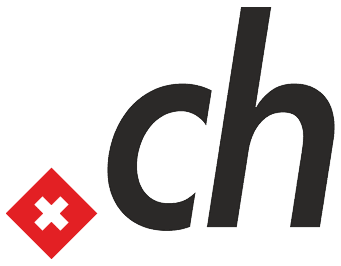

.ch est le domaine de premier niveau national (country code top level domain : ccTLD) réservé à la Suisse. Il correspond à Confœderatio Helvetica, nom de la Confédération suisse en latin.

## Enregistrement
Mis à disposition en 1987, seulement deux ans après .com, il est administré par la fondation SWITCH.
Les noms de domaine de second niveau doivent comporter au moins trois lettres. Les noms de sous-domaines à deux lettres sont limités aux cantons, ainsi qu'au domaine ch.ch de la chancellerie fédérale.
La seule exception a été l'ancien domaine de l'exposition nationale Exposition nationale suisse de 2002 avec le nom de domaine: www.expo.02.ch.[citation nécessaire]
Les enregistrements de noms de domaine internationalisés sont acceptés depuis mars 2004.

### Sur le marché des domaines chinois
Le domaine .ch intéresse de plus en plus les investisseurs chinois pour plusieurs raisons. Selon EuropeID.com, le domaine .ch possède encore de nombreux mots-clés anglais de valeur et des combinaisons courtes de lettres et de chiffres.
Le fait que la majorité des enregistrements de domaines .ch se fassent en allemand, ce qui laisse de nombreux mots anglais disponibles, peut y contribuer.
En outre, avec deux millions de domaines enregistrés sous .ch, la plupart des domaines réservés sont destinés au marché européen, ce qui permet d'enregistrer à un prix normal des domaines de valeur pour d'autres langues, tels que des mots-clés chinois en caractères latins.

## Hacks de domaine
Le domaine .ch est très populaire dans les domain hacks, utilisé pour épeler les mots et les noms qui se terminent par "ch".
Par exemple, tcrn.ch de Techcrunch, ainsi que myumi.ch et umresear.ch de l'Université du Michigan.
Ce phénomène ne se limite pas à l'anglais ; pour prendre un autre exemple, le domaine scha.ch (Schach, allemand pour "échecs") a été enregistré.

## .swiss
Le Office fédéral de la communication (OFCOM) a commencé à enregistrer des domaines .swiss à partir du 7 septembre 2015 destiné à augmenter le domaine de premier niveau traditionnel .ch.
Les candidats doivent actuellement avoir un "siège social et une base administrative physique en Suisse" pour poser leur candidature.